# Gentile I da Varano
Gentile I da Varano (... – 1284) è stato un condottiero e politico italiano, fu il primo signore di Camerino.

## Biografia
Era forse figlio di Varano. 
Quando le truppe del condottiero Percivalle Doria, Vicario generale di Re Manfredi per la marca di Ancona e il ducato di Spoleto, attaccò Camerino, gli abitanti del borgo si rifugiano sui monti dell'Umbria e con essi Gentile. Questi si recò a Roma ad implorare l'aiuto di papa Alessandro IV, che mandò le truppe inglesi del re Enrico III d'Inghilterra. 
Nel 1259 Gentile riuscì a riottenere le proprie terre e Camerino, ridotto a macerie dai ghibellini, venendo proclamato signore. Nel 1264 venne respinto il secondo attacco ad opera di Percivalle Doria, che morì affogato nel fiume Nera. Nel 1266 venne eletto podestà di Rocca Contrada e di Camerino. 
Morì nel 1284.

## Discendenza
Gentile sposò Alteruccia d'Altino ed ebbero quattro figli:
- Berardo (?-1329), successore del padre nel 1284 come signore di Camerino
- Rodolfo (?-1316), signore di Camerino col fratello Berardo
- Gualterunda
- Ringarda